# 張恩嬅
張恩嬅，為台灣演員、網路創作者。畢業於波莫納加州州立理工大學 （California StatePolytechnic University, Pomona）。2016年在網路上發佈自編、自導、自演的小短劇引起媒體及網路觀眾的注目，並於同年創立粉絲專頁並在短時間內擁有許多忠實觀眾。

## 職業生涯
於2016年開始創作網路短劇，並成為新一代網路創作演員。在這之前，張恩嬅曾在美國洛杉磯念國中、高中及大學，並曾經在日本留學一段時間。返台後，在網路媒體公司以及行銷公司擔任專案經理職位，同時參與多部獨立電影以及廣告演出。並與多位台灣服裝設計師合作，策畫嬅攝旅遊拍攝，介紹台灣多處觀光景點。
原本專注於數位行銷領域的張恩嬅，因為一部「小小服務生」遭受網路霸凌的《真實劇場》，在FB上獲得廣大迴響，從而踏入自媒體領域，身兼編劇、導演、演員多種身分。但她的創業路並非一帆風順，除了憑自己的力量努力，同時她也非常感謝前雇主們的教導，常會無私地分享精髓與提供資源，讓她收穫良多。靠著獨特的編導能力，創作出一部部貼近人心的作品，從第一部《真實劇場》「職場篇」開始，後來陸續增加了「感情篇」、「親情篇」、「教養篇」等四個不同主題的人性小劇場，累積近40萬名粉絲，希望粉絲們在看了影片之後能夠學習到人際互動，少走一些冤枉路。
2018年其懷孕生子，孩子生下後僅休息半年與家人相處，帶著孩子投身於工作中，並於2019 年開始學習長篇劇本的撰寫，次年 2020 年開始撰寫長篇劇本，統籌拍攝《逆向走的指針》，同年完成《無心之戀》的劇本，完成兩部網路戲劇製作。2021年與真愛家庭協會合作 Podcast節目，探討婚姻生活。2022與家扶基金會和黃瑽寧醫師合作拍攝孩子教育相關議題影片《影響五種「傷害孩子大腦」的說話術》。2022年與家扶基金合作製作家暴防治影片及Podcast節目。創作範圍從短劇、網路戲劇、微電影、旅遊介紹到Podcast節目，利用多種類型作品，為粉絲觀眾帶來多種議題性話題。
目前，張恩嬅已創作200多部【真實劇場】短劇作品，並有許多媒體報導。其中，以職場類型的小短劇，貼近生活的劇情受到許多網友的認同。2023年製作型態網路連戲劇《躺平華爾茲》也將於2024年上架，為配合現代人使用手機的習慣，每部片長控制在10幾分鐘，並且有別於一般網路劇的男女主形象，男女主都是一般的普通人，沒有顯赫的背景與獨特的能力，靠自己的力量度過生命中的難關，使觀眾更能貼近主角們的心理與自我突破。

## 生活記事
於2017年春季結婚，並於2018年公佈懷孕訊息。

## 獎項記錄
| 年分   | 比賽                                                | 單位                                      | 名次           | 作品                  |
| ------ | --------------------------------------------------- | ----------------------------------------- | -------------- | --------------------- |
| 2021年 | 第四屆金鷹獎                                        | 亞洲論壇影響力中心                        | 最佳女演員     | 你，回來了            |
| 2021年 | 鏡頭下的防疫生活影像徵選競賽 （页面存档备份，存于） | 臺北市有線電視公用頻道協會                | 佳作           | 一時性起，掉入陷阱    |
| 2022年 | 創作短片競賽 （页面存档备份，存于）                 | 實易不動產                                | 第一名         | 在愛中看到希望        |
| 2022年 | 消保知識微電影比賽                                  | 行政院消費者保護處 （页面存档备份，存于） | 第三名         | 社會毒蜘蛛            |
| 2022年 | 真素媒想到短片競賽                                  | 教育部 （页面存档备份，存于）             | 優選           | 媒素別被騙            |
| 2022年 | 生命教育微電影徵片比賽                              | 嘉義市政府 （页面存档备份，存于）         | 第三名         | 再見到的妳            |
| 2022年 | 頭城覺醒小旅行微電影創作大賽                        | 宜蘭頭城鎮                                | 金獎           | 宜蘭頭城              |
| 2022年 | 第八屆全民潮台灣                                    | 外交部 （页面存档备份，存于）             | 入圍           | 穿越古今 福爾摩斯旅人 |
| 2023年 | 麥味登微電影暨音樂創作大賽                          | 麥味登                                    | 優選           | 從心出發              |
| 2023年 | 112年度勞動人權短片徵選                             | 台中市政府勞動局                          | 銀獎           | 女同事不是交際花      |
| 2023年 | 嘉義市國際三分鐘影片大賽                            | 嘉義市政府文化局 （页面存档备份，存于）   | 最佳美術設計獎 | 身而為人              |

## 影視作品
| 年份    | 作品                             | 備註     |
| ------- | -------------------------------- | -------- |
| 2016年- | 《真實劇場》全系列 150 集        | 主角     |
| 2016年- | 《媽咪劇場》全系列35集           | 主角     |
| 2020年  | 《無心之戀》網路戲劇             | 主角之一 |
| 2020年  | 《逆向走的指針》網路戲劇         | 主角之一 |
| 2021年  | 《職人劇場》系列短劇             | 主角之一 |
| 2021年  | 《你，回來了》                   | 主角     |
| 2021年  | 《穿古至今，福爾摩沙旅人》       | 主角之一 |
| 2022年  | 《霸道人妻》系列短劇             | 主角     |
| 2022年  | 《吐槽劇場》系列短劇             | 主角     |
| 2022年  | 《再見到的妳》                   | 主角     |
| 2022年  | 《 如果，能重來》                | 主角     |
| 2024年  | 《躺平華爾滋》27集新型態網路短劇 | 主角之一 |